# Jararacuçu-do-brejo
Jararacuçu-do-brejo (Palusophis bifossatus), também conhecida como cobra-nova é uma serpente não peçonhenta (agressiva mas praticamente inofensiva), alimenta-se de anfíbios, aves, lagartos e roedores. Aparece muito do centro para o sul do Brasil. Tamanho médio 1,8 metro.